# إدريس التمسماني
إِدريس التمسماني (مولده بطنجة سنة 1966) هو مصرفي أمريكي من أصل مغربي، متحدث عام متخصص في التحول الرقمي والتقانة المالية، مؤلف، ومدافع عن مصالح الشتات. 
بدأ حياته المهنية في مجموعة سيتي جروب في عام 1995 وهو يشغل حاليًا منصب المدير التنفيذي لقسم الرقمية في الأمريكيتان. وفي هذا الدور، يشرف على الخدمات المصرفية الرقمية في جميع أنحاء الأمريكيتان.
يُعرف التمسماني بتعاونه مع البنوك المركزية والهيئات التنظيمية، وتشكيل السياسة الرقمية، والشمول المالي، والأصول الرقمية، وتقنية بلوكتشين، والذكاء الاصطناعي. خبرته في التحول الرقمي أهلته ليكون مؤثرا فكريًا في مناقشات السياسة المالية العالمية. 
يقوم التمسماني بأدوار مجتمعية أخرى تهم العلاقات الإقتصادية ما بين دول شمال أفريقيا و الولايات المتحدة إلى جانب أنشطة تهم سياسات الشتات.

## المسيرة المهنية في سيتي جروب
بدأ إدريس التمسماني مسيرته في سيتي جروب عام 1995 مستشارا أولا، قادما من شبكة تيلموندو التلفزيونية حيث شغل منصب مدير العمليات من 1993 إلى 1995. وقبل ذلك، عمل في مجلة غلوب وشركة وورلدكير للتأمين الدولي.
منذ انضمامه إلى سيتي جروب، شغل التمسماني عدة مناصب قيادية، منها:
- الرئيس التنفيذي للمعلومات للأعمال الإلكترونية (2000–2002) [11]
- رئيس إدارة الأعمال (2002–2008) [11]
- رئيس التسويق وإدارة الأسواق (2008–2012) [11]
- رئيس الابتكار (2012–2017)[12]
- رئيس البنك التجاري لأمريكا اللاتينية (2017–2021)[13]

في هذه الأدوار، ساهم في تطوير منصات الخدمات المصرفية الرقمية، واستراتيجيات التمويل القائمة على البيانات، وتحسين العمليات المعتمدة على التكنولوجيا في الأمريكتان.
ويشغل التمسماني حالياً منصب مدير تنفيذي ورئيس العمليات الرقمية للأمريكتين في سيتي جروب. يركز عمله على تحديث الأسواق المالية، وتقنية البلوكتشين، والذكاء الاصطناعي في القطاع المصرفي. كما يتعاون مع البنوك المركزية والهيئات التنظيمية وشركاء الصناعة لتعزيز القدرات الرقمية ودعم الشمول المالي.

## المشاركة الدبلوماسية والمجتمعية
لعب التمسماني دورا نشطا في مبادرات الحكومة الأمريكية الرامية إلى تعزيز ريادة الأعمال والتنمية الاقتصادية في منطقة المغرب العربي. تم اختياره من قبل برنامج ريادة الأعمال العالمي التابع لوزارة الخارجية الأمريكية كممثل لمبادرات الرئيس باراك أوباما للتنمية الاجتماعية والاقتصادية في المغرب العربي. في هذا الإطار، عمل جنبًا إلى جنب مع صانعي السياسات وقادة الأعمال لتعزيز النمو الريادي والروابط الاقتصادية بين الولايات المتحدة وشمال إفريقيا. بالإضافة إلى ذلك، دُعي تمسماني للتحدث في البيت الأبيض، حيث تناول قضايا متعلقة بمشاركة المغتربين وتمكينهم الاقتصادي والعلاقات المغربية الأمريكية.
إلى جانب ذلك، فإن التمسماني عضو في "برنامج ريادة الأعمال العالمي" التابع لوزارة الخارجية الأمريكية، الذي يعزز الابتكار العالمي والنمو الاقتصادي. كما أنه مشارك في مبادرة "شركاء من أجل بداية جديدة" التابع لمعهد أسبن، والتي تركز على تعزيز التعاون الاقتصادي والاجتماعي بين الولايات المتحدة ودول شمال أفريقيا.
كما أن إدريس هو المؤسس والرئيس لمعهد "361 درجة" (361 Degrees Institute)، وهو مركز أبحاث مغربي أمريكي متخصص في الدراسات السكانية والتنمية ومقره الولايات المتحدة. وفي عام 2012، أسس التمسماني "مؤسسة نمو المغرب العربي" (Maghreb Growth Foundation).

## الدفاع عن مصالح الشتات
يُعتبر إدريس من الشخصيات البارزة في دعم الجالية المغربية المقيمة في الولايات المتحدة، حيث كرّس جهوده لتعزيز مكانتها الاجتماعية والسياسية والاقتصادية. ركّز إدريس على إطلاق مبادرات تهدف إلى تحسين فرص التعليم، تعزيز المشاركة المدنية، ودفع عجلة التنمية الاقتصادية بين المغاربة الأمريكيين. كما ساهم في تأسيس وإدارة عدد من المنظمات غير الربحية والمشاريع السياسية التي تسعى إلى تمكين الجالية المغربية وإبراز قضاياها على المستويين المحلي والدولي.
في عام 2002، أطلق التمسماني "القرية" (elKarya)، أول منصة اجتماعية باللهجة المغربية (الدارجة)، مصممة لربط المغتربين المغاربة، خاصة في أمريكا الشمالية. كانت المنصة مركزًا رقميًا لتبادل الثقافات والتواصل المهني ومناقشة هوية المغتربين، مما جعلها مبادرة رائدة في المجتمعات المغربية عبر الإنترنت.

## الجوائز والتكريمات
حصل إدريس التمسماني على عدة جوائز تقديراً لمساهماته في مجال الخدمات المصرفية الرقمية والابتكار المالي والتسويق. وهو الحاصل على جائزة "جيري جولدنبرغ" المركز الأول في التسويق المباشر عام 2002، وجائزة "ستراثمور هو هو" للقيادة في الألفية عام 2000. كما تم اختياره "رائد الرؤية" من شركة كومباك عام 1999.

### جوائز سيتي للخدمات المصرفية الرقمية
تحت قيادة التمسماني، حصلت سيتي على العديد من الجوائز في أمريكا اللاتينية والشمالية، اعترافاً بتقدمها في مجال الخدمات المصرفية الرقمية والتكنولوجيا. في عام 2022، تم اختيار سيتي "أفضل بنك رقمي في العالم" من قبل مجلة "جلوبال فاينانس"، وهو التكريم الذي حصلت عليه للسنة الثانية والعشرين على التوالي.
في العام التالي، فازت سيتي بجوائز "ذا بانكر" للابتكار في الخدمات المصرفية الرقمية وجوائز مشاريع التكنولوجيا للعام، والتي تسلط الضوء على التطورات في تكنولوجيا الخدمات المصرفية والابتكار الرقمي.
في عام 2024، تم اختيار سيتي "أفضل بنك رقمي في العالم" من قبل "يوروموني" للمرة الثانية في ثلاث سنوات، تقديراً لاستثماراتها المستمرة في الابتكار المصرفي الرقمي.
في مارس 2025، حصل التمسماني على "الجائزة الذهبية" (Premio de Oro) في فئة "البلوك تشين والعملات المشفرة" بصفته رئيس العمليات الرقمية للأمريكتين في سيتي - حلول الخزينة والتجارة.

## الحياة الشخصية
وُلد التمسماني في مدينة طنجة. وهو حفيد الجنرال الريفي إدريس الريفي التمسماني الذي تم تعيينه باشا على جمهورية الريف عام 1926، ثم عُين لاحقاً باشا على أصيلة والعرائش وتطوان. واجه التمسماني صعوبات أكاديمية في صغره وكاد يُرسل إلى أكاديمية عسكرية. نظرا لعدم رغبته في الالتحاق بالمدرسة العسكرية، قرر مغادرة المغرب عام 1986 في سن السابعة عشرة وهاجر إلى الولايات المتحدة بحوالي 200 دولار فقط في جيبه دون إتقان للغة الإنجليزية. أثناء عمله، أخذ دروساً ليلية لتعلم الإنجليزية ثم التحق بدورات في الإلكترونيات حيث تعرّف لأول مرة على أجهزة الكمبيوتر.
بعد سنوات، التحق التمسماني بدراسات الأعمال التجارية. وهو حاصل على ماجستير في إدارة الأعمال من جامعة أوهايو ستيت، وماجستير تنفيذي في التسويق الصناعي من معهد IAE في جامعة أوسترال في بوينس آيرس بالأرجنتين، وشهادة في القيادة التنفيذية من جامعة هارفارد.
يقيم حالياً في ميامي بولاية فلوريدا حيث يعيش مع زوجته.